# Réseau Entreprendre
 (mars 2016).
Réseau Entreprendre est une association française regroupant des chefs d'entreprise qui accompagnent bénévolement des créateurs d'entreprises.

## Histoire
L’association Réseau Entreprendre est fondée sous l'impulsion d’André Mulliez, alors PDG du Groupe Phildar et de Marc Saint Olive, premier directeur de l'association Nord Entreprendre. L’idée d’André Mulliez et de quelques membres de sa famille voit donc le jour dans le principe suivant : « Pour créer des emplois, créons des employeurs »[réf. souhaitée].
Le mouvement est né à Roubaix en 1986 avec Nord Entreprendre. La démarche a ensuite été relayée en 1992 en Rhône-Alpes puis par des initiatives de chefs d’entreprises locaux avant de devenir un mouvement national et international : Réseau Entreprendre.
En 2003, Réseau Entreprendre est reconnue d’utilité publique, par décret en Conseil d’État.
En mai 2022, la Fédération Réseau Entreprendre obtient le label IDEAS[réf. souhaitée].

## Organisation
Les 65 associations du Réseau Entreprendre sont autonomes dans leur fonctionnement. Elles sont animées et fédérées par une Fédération.